# 대덕구청장 선거
대덕구청장 선거는 대전광역시 대덕구의 구청장을 선출하는 선거이다. 

## 역대 민선 대덕구청장
| 선거   | 정당 | 정당         | 구청장 |
| ------ | ---- | ------------ | ------ |
| 1995년 |      | 자유민주연합 | 오희중 |
| 1998년 |      | 자유민주연합 | 오희중 |
| 2002년 |      | 자유민주연합 | 오희중 |
| 2004년 |      | 열린우리당   | 김창수 |
| 2006년 |      | 한나라당     | 정용기 |
| 2010년 |      | 한나라당     | 정용기 |
| 2014년 |      | 새누리당     | 박수범 |
| 2018년 |      | 더불어민주당 | 박정현 |
| 2022년 |      | 국민의힘     | 최충규 |

## 역대 선거 결과

### 제1회 전국동시지방선거
|  | 62.61% |

|  | 20.94% |

|  | 16.43% |

### 제2회 전국동시지방선거
|  | 83.76% |

|  | 16.23% |

### 제3회 전국동시지방선거
|  | 45.84% |

|  | 38.75% |

|  | 15.40% |

### 2004년 대한민국 재보궐선거
오희중 구청장의 사임으로 인해 치러진 2004년 대한민국 재보궐선거에서 열린우리당 김창수 후보가 당선되었다.

### 제4회 전국동시지방선거
|  | 38.74% |

|  | 22.30% |

|  | 19.92% |

|  | 19.01% |

### 제5회 전국동시지방선거
|  | 33.75% |

|  | 31.92% |

|  | 29.51% |

|  | 3.26% |

|  | 1.55% |

### 제6회 전국동시지방선거
|  | 46.49% |

|  | 46.02% |

|  | 4.17% |

|  | 3.30% |

### 제7회 전국동시지방선거
|  | 57.85% |

|  | 42.14% |

### 제8회 전국동시지방선거
|  | 53.36% |

|  | 46.63% |